# Sarcophaga crispina
Sarcophaga crispina är en tvåvingeart som beskrevs av Guilherme A.M.Lopes 1938. Sarcophaga crispina ingår i släktet Sarcophaga och familjen köttflugor. Inga underarter finns listade i Catalogue of Life.